# Semecarpus schlechteri
Semecarpus schlechteri är en sumakväxtart som beskrevs av Lauterb. Semecarpus schlechteri ingår i släktet Semecarpus och familjen sumakväxter. Inga underarter finns listade i Catalogue of Life.